# Norma Bahia Pontes
Norma Bahia Pontes (Salvador, 25/01/1941 - Rio de Janeiro, 24/08/2010) foi uma cineasta, videomaker e ensaísta lésbica. Iniciou sua carreira como ensaísta e crítica no começo da década de 1960 publicando críticas cinematográficas e ensaios sobre cinema e filosofia na imprensa carioca. Nos anos 1970, foi uma das pioneiras na realização de vídeos lésbicos sendo seus tapes considerados um marco da abordagem feminista da década de 70 e 80.
Estudou direção e montagem no Institut de Hautes Études Cinematographiques em Paris entre 1962 e 1963.
De volta ao Brasil, publicou o capítulo Aproximações literárias e criação crítica no livro comemorativo Deus e Diabo na Terra do Sol (1964) que reuniu o roteiro e críticas do filme de Glauber Rocha, e o capítulo Cinema e Realidade Social no livro Cinema Moderno, Cinema Novo (1966), espécie de cartilha do Cinema Novo, organizado por Flávio Moreira da Costa.
Em 1965, retornou à França para um estágio no Musée de L'Homme com Jean Rouch. Em Paris, dirigiu seu primeiro curta-metragem Les Antillais (1966) sobre a tomada de consciência antiracista e anticolonial dos antilhanos que viviam na cidade. Dirigiu a reportagem Chants Brésiliens (1967) para a televisão francesa apresentando a situação política e econômica do Brasil e retratando o cantor Edu Lobo como representante da canção brasileira engajada.
De volta ao Brasil, dirigiu Bahia Camará (1969) um curta-metragem sobre o estado da Bahia às vésperas do AI-5.
Com o endurecimento da ditadura, Norma trabalhou como publicitária, até que no início dos anos 1970 partiu para o exílio em Nova Iorque com a então companheira Rita Moreira, onde ambas tiveram contato com o movimento de libertação das mulheres (Women's Liberation Movement), em especial das mulheres lésbicas, e a tecnologia do vídeo.
Juntas, estudaram vídeo documentário na New School for Social Reseach em Nova Iorque e realizaram mais de uma dezena de videotapes como Lesbian Mothers (Mães Lésbicas, 1972) sobre mães em relacionamentos homoafetivos. Este foi o primeiro de uma dezena videotapes realizados em codireção pela dupla, nos quais Norma operava a câmera e juntas faziam a montagem, processo que segundo Moreira, iniciava-se com uma edição do texto das entrevistas. Ainda, fundaram a distribuidora Amazon Media Project e organizaram o festival Women for Women (1974).
Em 1974, Norma recebeu uma bolsa da Fundação Gugennheim, que possibilitou a compra de uma câmera e fitas contribuindo para a profícua produção a partir deste ano com a série Living in New York City da qual originalmente faziam parte oito vídeos sobre "ecologia da cidade e seus personagens” cujo objetivo era mostrar o meio ambiente da metrópole nova-iorquina. Um dos mais conhecidos é She Has a Beard (Ela tem barba, 1975), no qual discutem os pelos faciais em mulheres, assim comoThe Apartment (1975/76) e Walking Around (1977).
Norma Bahia Pontes voltou ao Brasil no fim dos anos 1970 e seu último vídeo foi Cor da Terra (1988), codirigido com Ana Porto, projeto vencedor do concurso O Negro no Brasil promovido pela Associação Brasileira de Vídeo Popular (ABVP) com recursos da Fundação Ford.
1. 1 2 3 4 5 6 7 8 9 10 11  Perez, Lívia (15 de dezembro de 2020). «Do Cinema Novo ao vídeo lésbico feminista: a trajetória de Norma Bahia Pontes». Rebeca - Revista Brasileira de Estudos de Cinema e Audiovisual (2): 20–45. ISSN 2316-9230. doi:10.22475/rebeca.v9n2.692. Consultado em 28 de julho de 2021
2. ↑  Sobrinho, Gilberto. «Vídeo e televisão independentes no Brasil e a realização de documentários.». Universidade Federal de Juiz de Fora. Lumina - Revista do Programa de Pós-Graduação em Comunicação da Universidade Federal de Juiz de Fora: https://periodicos.ufjf.br/index.php/lumina/article/view/21127